# La hora Philips
La hora Philips fue un programa de televisión emitido por la cadena Televisión española entre los años 1957 y 1958, con realización de Fernando García de la Vega. El programa resulta especialmente destacable por ser el primer espacio de variedades, entrevistas y actuaciones musicales emitido por televisión en España, pocos meses después de la inauguración oficial del nuevo medio de comunicación en el país.

## Formato
El programa, programado en la noche de los viernes, se emitía en directo desde los estudios que TVE poseía en el Paseo de La Habana de Madrid. Se puede considerar el primer espacio con formato de magazine en la historia de la televisión en España.
Durante el programa se alternaban actuaciones musicales, telefilmes (como Patrulla de tráfico) y entrevistas que realizaba el periodista Victoriano Fernández de Asís.

## Presentadores
La presentación corrió a cargo de Jesús Álvarez García, auténtico pionero del medio en España, que compagina este espacio de variedades con concursos e informativos. Estaba acompañado en la presentación por la debutante María José Valero.

## Invitados
Entre los artistas que pasaron por el escenario de La hora Philips, se incluyen cantantes de la talla de Gilbert Bécaud, Amália Rodrigues, Renato Carosone o Elder Barber, que puso de moda la canción Una casita en Canadá.

## Curiosidades
Según el primer control de aceptación de programas de TV realizado en España en la primavera de 1958, La hora Philips resultó ser el espacio mejor valorado por los televidentes, con una nota de 9'9 sobre 10.